# Mycalesis philippina
Mycalesis philippina is een vlinder uit de onderfamilie Satyrinae van de familie Nymphalidae. De wetenschappelijke naam van de soort is voor het eerst geldig gepubliceerd in 1890-1892 door Frederic Moore.